# Diphasia alata
Diphasia alata is een hydroïdpoliepensoort uit de familie van de Sertulariidae. De wetenschappelijke naam van de soort werd in 1855 voor het eerst geldig gepubliceerd door Hincks.

## Beschrijving
Een kolonie Diphasia alata bestaat uit een hoofdstam (recht en dik) en geveerde zijtakken die elkaar afwisselen. De zijtakken nemen in lengte toe naar de basis van de kolonies, waardoor een driehoekige omtrek wordt gegeven aan de top van de kolonie. De voedende poliepen (hydrothecae) zijn in tegenovergestelde paren gerangschikt en zijn voor ongeveer 2/3 van hun lengte aan de zijtakken bevestigd. De buitenrand van elke hydrotheca is glad en wijd uitlopend en er is een enkele, afgeronde operculaire flap. Zowel de mannelijke als de vrouwelijke geslachtspoliepen (gonothecae) zijn klein, vierhoekig van vorm en lopen taps toe naar de basis. Elke 'hoek' van de capsule vormt een uitsteeksel dat naar binnen buigt naar het midden van de theca. De kleur van de kolonie in het leven is kenmerkend chocoladebruin. Kolonie typisch 100-130 mm hoog en 60 mm breed.

## Verspreiding
Deze soort komt voor in de noordelijke Atlantische Oceaan (van West-Noorwegen tot Noordwest-Frankrijk en de Azoren) en van verspreide plaatsen rond de Britse Eilanden. Diphasia alata is een diepzeesoort die zelden wordt gemeld vanuit duikdiepten op de Britse Eilanden. Op Rathlin Island, Co Antrim, komt deze soort vrij algemeen voor aan de door golven beschutte oostkust onder de 30 meter, vastgemaakt aan gesteente en stabiele rotsblokken in getijdestromen van 2-4 knopen.